# یواس‌اس جان آر کریگ (دی‌دی-۸۸۵)
یواس‌اس جان آر کریگ (دی‌دی-۸۸۵) (به انگلیسی: USS John R. Craig (DD-885)) یک کشتی بود که طول آن ۳۹۰ فوت ۶ اینچ (۱۱۹٫۰۲ متر) بود. این کشتی در سال ۱۹۴۵ ساخته شد.